# Wouter Hamdorff
Wouter Christiaan Hamdorff (Laren, 12 september 1890 - aldaar, 28 september 1965) was een Nederlands architect.

## Leven en werk

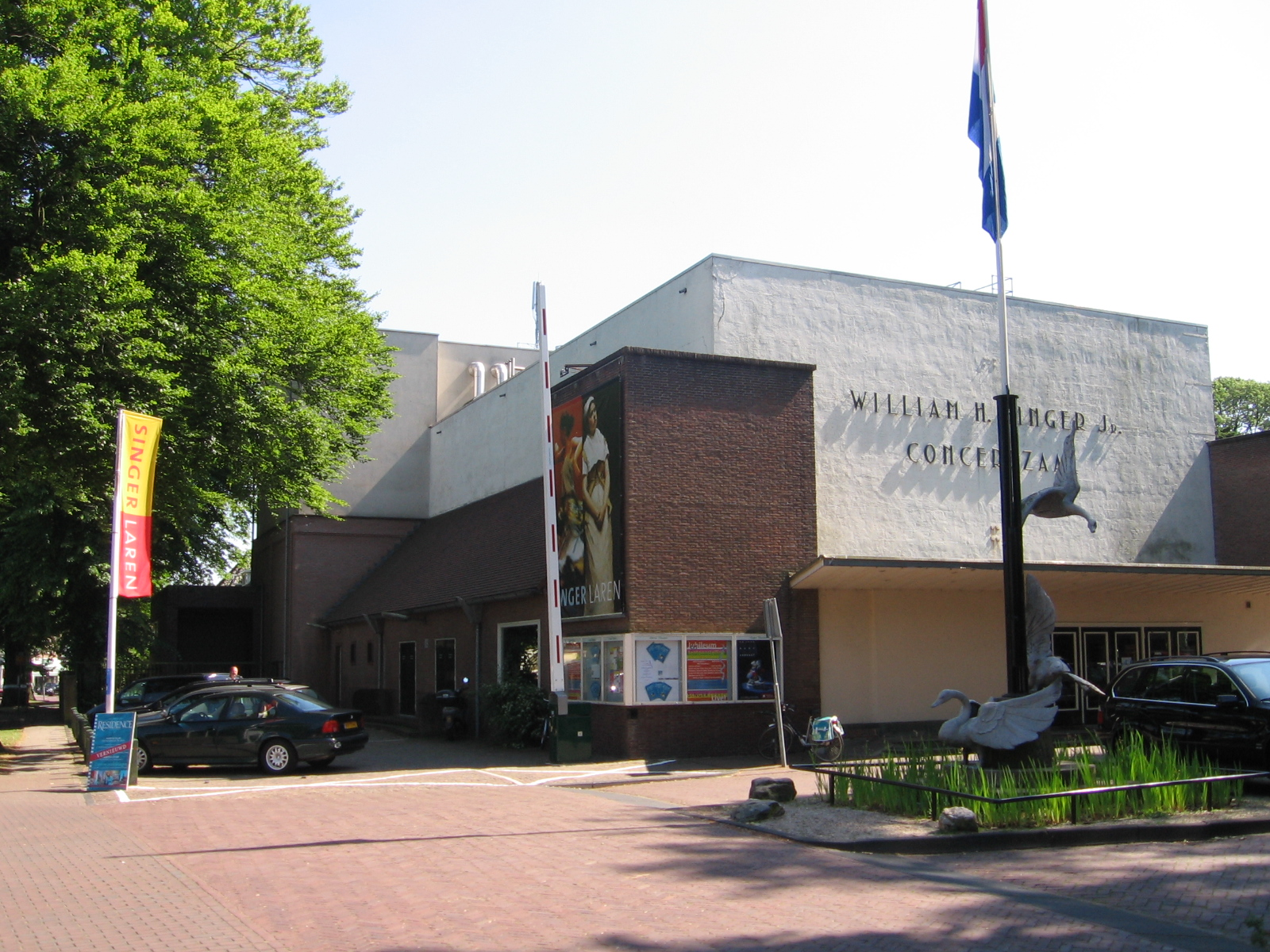
Het door Hamdorff ontworpen Singercomplex te Laren

Hamdorff werd in 1890 in het Noord-Hollandse Laren geboren als zoon van de stalhouder Christian Hamdorff en van Teunisje Schram. Na zijn opleiding tot timmerman aan de toenmalige ambachtsschool in Utrecht ging hij na zijn militaire diensttijd werken als timmerman en als opzichter. In de avonduren volgde hij een opleiding tot bouwkundig tekenaar. In 1915 werd hij als tekenaar aangesteld door W.M. Dudok, de toenmalige directeur van de dienst publieke werken van de gemeente Hilversum. Na de Eerste Wereldoorlog begon hij een zelfstandig architectenbureau. In de beginperiode van zijn carrière kreeg hij diverse opdrachten van bevriende relaties uit kunstenaarskringen in het Gooi voor wie hij zogenaamde atelierhuisjes ontwierp. Tot de kunstenaars die hun atelier annex woning door hem lieten ontwerpen behoorden Henri van de Velde, Karel Joseph Willerding, Anton Smeerdijk en Wilhelm Johan Brandt. Vervolgens kreeg hij ook grotere opdrachten zoals de "Herdershoeve" in Laren (1919-1922). Hamdorff ontwierp als architect diverse gebouwen verspreid over het hele land, maar ook in Duitsland en in Engeland. Tijdens een vijfjarig verblijf in Engeland ontwierp hij zowel landhuizen als flats voor stadsuitbreidingen. Zijn oeuvre omvat onder meer landhuizen (totaal circa 250 stuks), boerderijen, hotels, bedrijven, woningen, warenhuizen, kerken. Veel van zijn werk is onder meer terug te vinden in het Het Gooi. Hij is bijvoorbeeld de architect van het Singer Museum met bijbehorende concertzaal (1953-1956) en gebouwen als onderdeel van het marinecomplex in Den Helder. De gebouwen van het sluizencomplex bij Hagestein (1956-1960) zijn een ontwerp van Hamdorff samen met Theo Rutgers. Daarnaast ontwierp hij ook interieurs voor schepen, zoals voor het passagiersschip de Rijndam van de Holland-Amerika Lijn.
In de jaren veertig en vijftig van de 20e eeuw werkte Hamdorff samen met de Rotterdamse architect Krijgsman. Ook Hamdorffs zoon Jaap was in de jaren vijftig als architect bij dit bureau betrokken. Na de Tweede Wereldoorlog werd Hamdorff als inspecteur belast met de wederopbouw van boerderijen in de provincie Zeeland. Hamdorff zou tot 1960 actief zijn als architect.
Rond 1960 is het bureau Wouter Hamdorff B.N.A. voortgezet door zijn zoon Jaap samen met Theo Rutgers op de Brink in Laren als Hamdorff-Rutgers.
Hamdorff trouwde op 29 augustus 1916 te Laren met Johanna van den Berg. Uit hun huwelijk werden twee kinderen geboren, waarvan zijn zoon Jaap ook architect zou worden. Na het overlijden van zijn eerste vrouw hertrouwde hij met Wil Visser. Hij overleed in september 1965 op 75-jarige leeftijd in zijn woonplaats Laren. Hij woonde daar in zijn latere jaren op hoek van de Torenlaan en de Grenslaan op nummer 70, in een huis dat hij in 1935 zelf ontwierp (als Landhuis voor ir. J.E. Bruining) en dat in de jaren 50 door hem samen met zijn zoon en met Theo Rutgers is verbouwd.

## Rijksmonumenten
Meerdere van zijn ontwerpen hebben inmiddels de status van rijksmonument verleend gekregen:
- De recreatiewoning "De Karekiet" in Oud-Loosdrecht uit 1922-1923,[3][6] dat bekroond werd op de wereldtentoonstelling van Parijs met het "Diplôme de Médaille de Bronze"
- De villa Groot Hoefijzer in Wassenaar uit de jaren 1930-1931
- De in de jaren 1931 tot 1933 gebouwde watertoren in Laren[7]
- Het landhuis Schapenduinen in Bloemendaal gebouwd in de jaren 1930 tot 1932
- De in 1932 gebouwde Berkenhoeve in Valthermond voor Elzo Jacob Tonckens.[8]

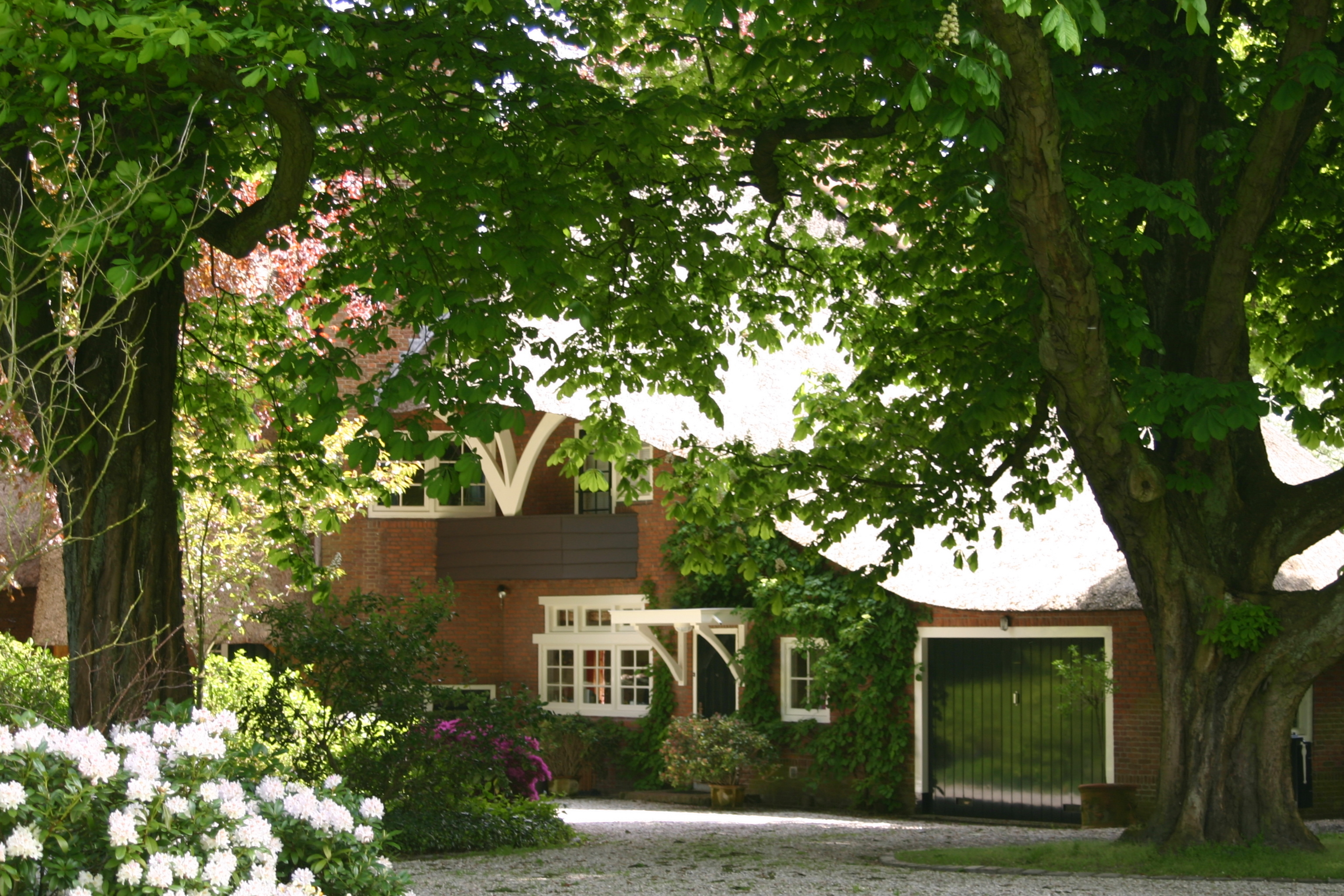
Groot Hoefijzer in Wassenaar
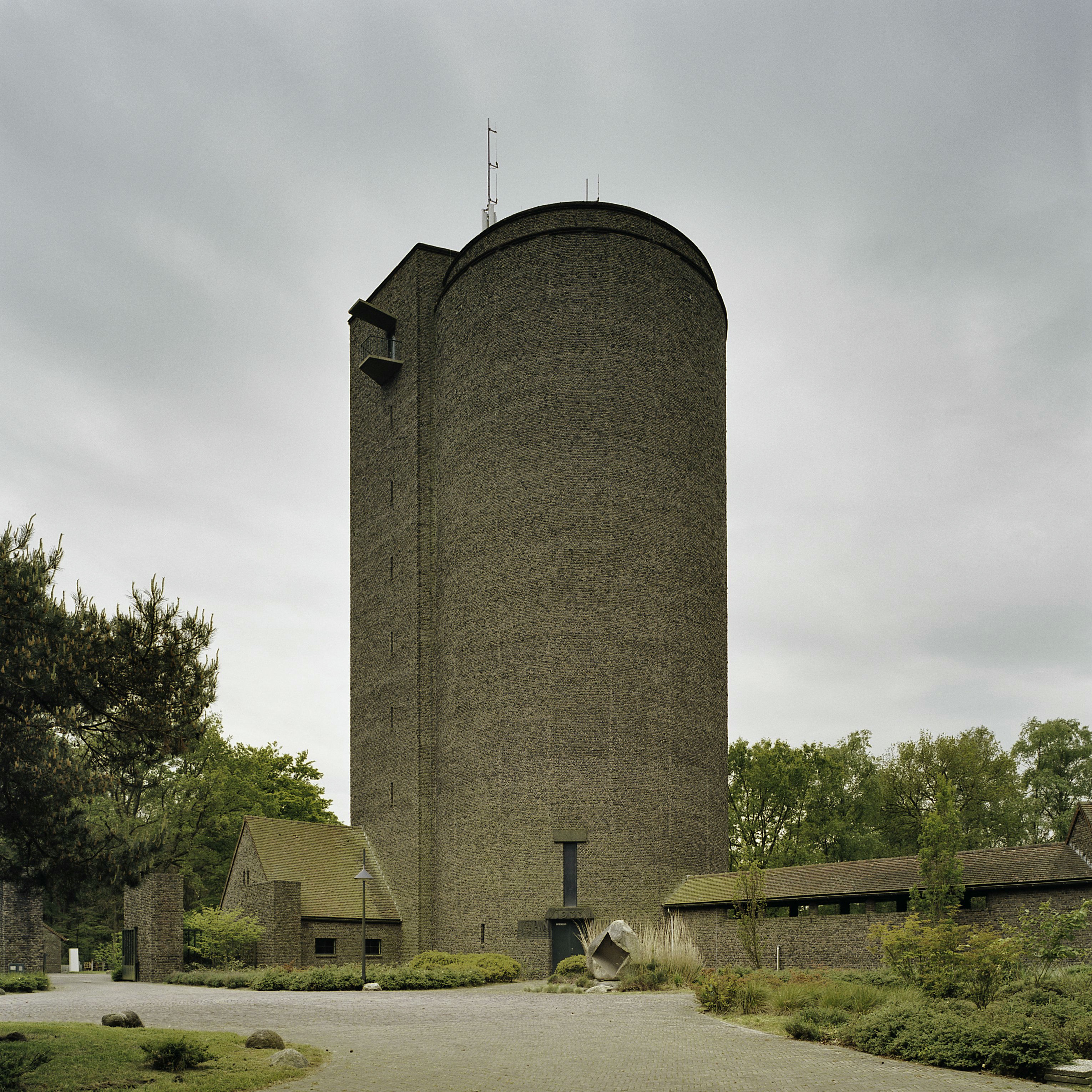
Watertoren (Laren)
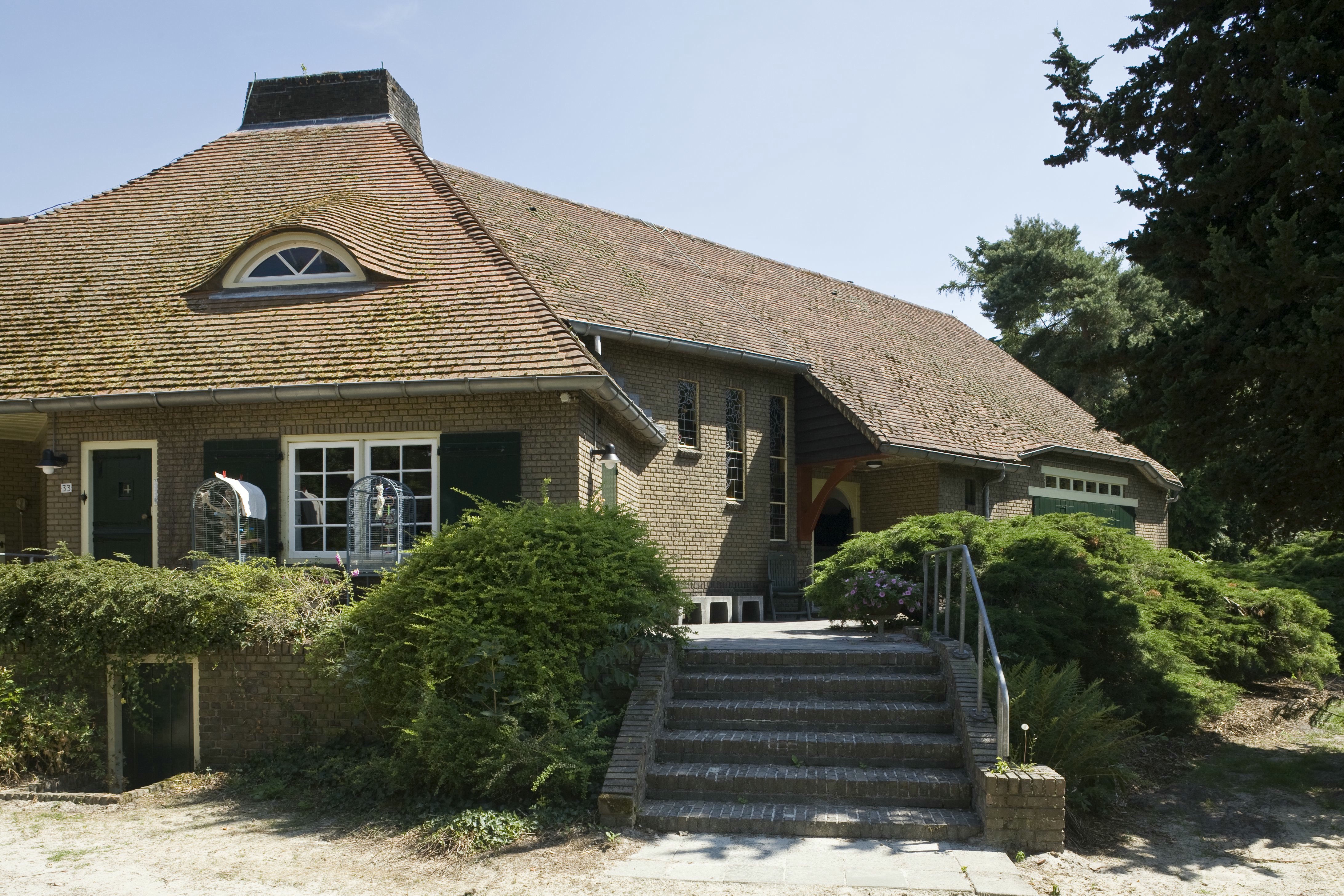
Berkenhoeve in Valthermond

## Publicaties
- M.E.Th. Estourgie-Beijer: Wouter Hamdorff. Architect 1890-1965. Laren, Singer Museum, 1989. ISBN 9072853016
- Vincent van der Sman: Inventaris van het archief W. Hamdorff (1890-1965). Amsterdam, Nederlands Architectuur Instituut, 1992. Geen ISBN

- Biografisch Portaal: 34776084
- International Standard Name Identifier: 0000 0000 9740 284X
- Nederlandse Thesaurus van Auteursnamen: 074118668
- RKD-Nederlands Instituut voor Kunstgeschiedenis: 87322
- Union List of Artist Names: 500220233
- Virtual International Authority File: 144156370
- WorldCat: E39PBJgCPbWPCymHtP6fmgkqwC